# Ribol
Ribol ist eine Rotweinsorte. Es handelt sich um eine Neuzüchtung des Institut national de la recherche agronomique (INRA) Montpellier zwischen den Rebsorten Olivette Noire × Alphonse Lavallée. Die Kreuzung erfolgte im Jahr 1958 durch den französischen Ampelographen Paul Truel auf dem Gelände der Domaine de Vassal, dem Versuchsweingut des INRA Montpellier. Zusammen mit den Sorten Danlas und Lival gehörte Ribol zu einem Programm zur Ergänzung des französischen Angebots von Tafeltrauben. Ribol ist auch in Portugal zum gewerblichen Anbau zugelassen.
In Frankreich waren im Jahr 1981 ca. 180 Hektar Rebfläche mit Ribol bestockt. Die Anbaufläche ging jedoch später zurück.
- Synonyme: Zuchtstammnummer 1597-131 E.M. (Kreuzung Nummer 1597, Pflanze 131 der Serie).
- Abstammung: Olivette Noire × Alphonse-Lavallée

## Ampelographische Sortenmerkmale
In der Ampelographie wird der Habitus folgendermaßen beschrieben:
- Die grünen Jungblätter sind bronzefarben  gefleckt (Anthocyanflecken).
- Die Blätter (siehe auch den Artikel Blattform) sind dreilappig bis fünf und mäßig tief gebuchtet. Die Stielbucht ist V-förmig offen. Der Blattrand ist spitz gesägt. Die Zähne sind im Vergleich der Rebsorten mittelgroß. Die Blattoberfläche (auch Spreite genannt) ist kaum blasig.
- Die Traube ist mittelgroß bis groß und wiegt im Mittel 360 g. Die leicht länglichen Beeren sind groß und von blau-schwarzer Farbe.

Die Rebsorte Ribol reift ca. 30 Tage nach dem Gutedel und gilt damit für eine rote Rebsorte als spät reifend.